# Reprezentacja Tunezji w piłce siatkowej kobiet
Reprezentacja Tunezji w piłce siatkowej kobiet to narodowa reprezentacja tego kraju, reprezentująca go na arenie międzynarodowej.
Tunezja sklasyfikowana jest aktualnie na 69. miejscu w rankingu FIVB.
Tunezyjki wywalczyły 3-krotnie Mistrzostwo Afryki.

## Osiągnięcia

### Mistrzostwa Afryki
- 1. miejsce – 1985, 1985, 1999
- 2. miejsce – 1976, 2009
- 3. miejsce – 1995, 2007, 2013

## Udział i miejsca w imprezach

### Mistrzostwa Świata
| Rok  | Kraj              | Miejsce      |
| ---- | ----------------- | ------------ |
| 1952 | ZSRR              | brak udziału |
| 1956 | Francja           | brak udziału |
| 1960 | Brazylia          | brak udziału |
| 1962 | ZSRR              | brak udziału |
| 1967 | Japonia           | brak udziału |
| 1970 | Bułgaria          | brak udziału |
| 1974 | Meksyk            | brak udziału |
| 1978 | ZSRR              | 23. miejsce  |
| 1982 | Peru              | brak udziału |
| 1986 | Czechosłowacja    | 16. miejsce  |
| 1990 | Chiny             | brak udziału |
| 1994 | Brazylia          | brak udziału |
| 1998 | Japonia           | brak udziału |
| 2002 | Niemcy            | brak udziału |
| 2006 | Japonia           | brak udziału |
| 2010 | Japonia           | brak udziału |
| 2014 | Włochy            | 21. miejsce  |
| 2018 | Japonia           | brak udziału |
| 2022 | Holandia / Polska | brak udziału |

### Mistrzostwa Afryki
| Rok  | Kraj      | Miejsce      |
| ---- | --------- | ------------ |
| 1976 | Egipt     | 2. miejsce   |
| 1985 | Tunezja   | 1. miejsce   |
| 1987 | Maroko    | 1. miejsce   |
| 1989 | Mauritius | brak udziału |
| 1991 | Egipt     | 5. miejsce   |
| 1993 | Nigeria   | 6. miejsce   |
| 1995 | Kenia     | 3. miejsce   |
| 1997 | Egipt     | brak udziału |
| 1999 | Nigeria   | 1. miejsce   |
| 2001 | Nigeria   | brak udziału |
| 2003 | Kenia     | 5. miejsce   |
| 2005 | Nigeria   | 4. miejsce   |
| 2007 | Kenia     | 3. miejsce   |
| 2009 | Algieria  | 2. miejsce   |
| 2011 | Kenia     | 6. miejsce   |
| 2013 | Kenia     | 3. miejsce   |
| 2015 | Kenia     | 5. miejsce   |
| 2017 | Kamerun   | 5. miejsce   |
| 2019 | Egipt     | brak udziału |
| 2021 | Rwanda    | 5. miejsce   |

### Puchar Świata
| Rok  | Kraj    | Miejsce      |
| ---- | ------- | ------------ |
| 1973 | Urugwaj | brak udziału |
| 1977 | Japonia | brak udziału |
| 1981 | Japonia | brak udziału |
| 1985 | Japonia | 8. miejsce   |
| 1989 | Japonia | brak udziału |
| 1991 | Japonia | brak udziału |
| 1995 | Japonia | brak udziału |
| 1999 | Japonia | 12. miejsce  |
| 2003 | Japonia | brak udziału |
| 2007 | Japonia | brak udziału |
| 2011 | Japonia | brak udziału |
| 2015 | Japonia | brak udziału |
| 2019 | Japonia | brak udziału |

### Igrzyska afrykańskie
| Rok  | Kraj         | Miejsce      |
| ---- | ------------ | ------------ |
| 1978 | Algier       | 4. miejsce   |
| 1987 | Nairobi      | brak udziału |
| 1991 | Kair         | brak udziału |
| 1995 | Harare       | brak udziału |
| 1999 | Johannesburg | brak udziału |
| 2003 | Abudża       | brak udziału |
| 2007 | Algier       | 5. miejsce   |
| 2011 | Maputo       | brak udziału |
| 2015 | Brazzaville  | brak udziału |
| 2019 | Rabat        | brak udziału |

### Igrzyska śródziemnomorskie
| Rok  | Miasto/Miasta          | Miejsce      |
| ---- | ---------------------- | ------------ |
| 1951 | Aleksandria            | brak udziału |
| 1955 | Barcelona              | brak udziału |
| 1959 | Bejrut                 | brak udziału |
| 1963 | Neapol                 | brak udziału |
| 1967 | Tunis                  | brak udziału |
| 1971 | Izmir                  | brak udziału |
| 1975 | Algier                 | brak udziału |
| 1979 | Split                  | brak udziału |
| 1983 | Casablanca             | brak udziału |
| 1987 | Latakia                | brak udziału |
| 1991 | Ateny                  | brak udziału |
| 1993 | Langwedocja-Roussillon | brak udziału |
| 1997 | Bari                   | brak udziału |
| 2001 | Tunis                  | 8. miejsce   |
| 2005 | Almería                | brak udziału |
| 2009 | Pescara                | brak udziału |
| 2013 | Mersin                 | brak udziału |
| 2018 | Tarragona              | brak udziału |